# 伯利恒耶稣会预备学校

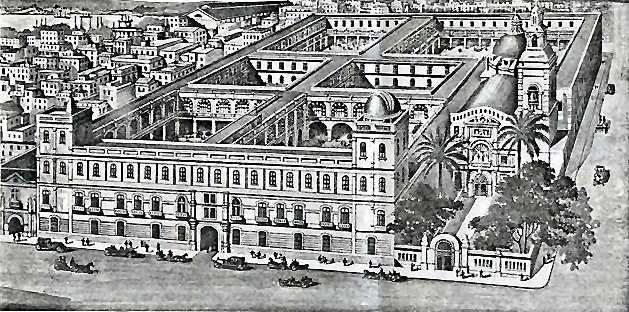
哈瓦那的伯利恒耶稣会预备学校

伯利恒耶稣会预备学校（西班牙語：Colegio Preparatorio Jesuita Belén）是一所位于美国佛罗里达州迈阿密-戴德县非建制地區塔米亚米的私立天主教男子预备中学，由耶稣会安的列斯省运营。
该校最初由耶稣会士于1854年在古巴哈瓦那创办。1942年—1945年，菲德尔·卡斯特罗在此就读；菲德尔·卡斯特罗之弟劳尔·卡斯特罗也曾在此就读，但由于学习成绩差、表现不佳被开除。1961年，菲德尔·卡斯特罗政府将古巴所有私立学校和宗教学校公有化，并将耶稣会驱逐出古巴；随后，该校迁至美国。后来，该校被列入纽曼枢机协会的优秀天主教学校名录。